# Kostroševci
Kostroševci (en serbe cyrillique : Кострошевци ; en bulgare : Кострошевци) est un village de Serbie situé dans la municipalité de Surdulica, district de Pčinja. Au recensement de 2011, il comptait 54 habitants.

## Démographie

### Évolution historique de la population
| 1948 | 1953 | 1961 | 1971 | 1981 | 1991 | 2002 | 2011 |
| ---- | ---- | ---- | ---- | ---- | ---- | ---- | ---- |
| 745  | 778  | 668  | 500  | 243  | 122  | 81   | 54   |

|  |